# 鶴田站

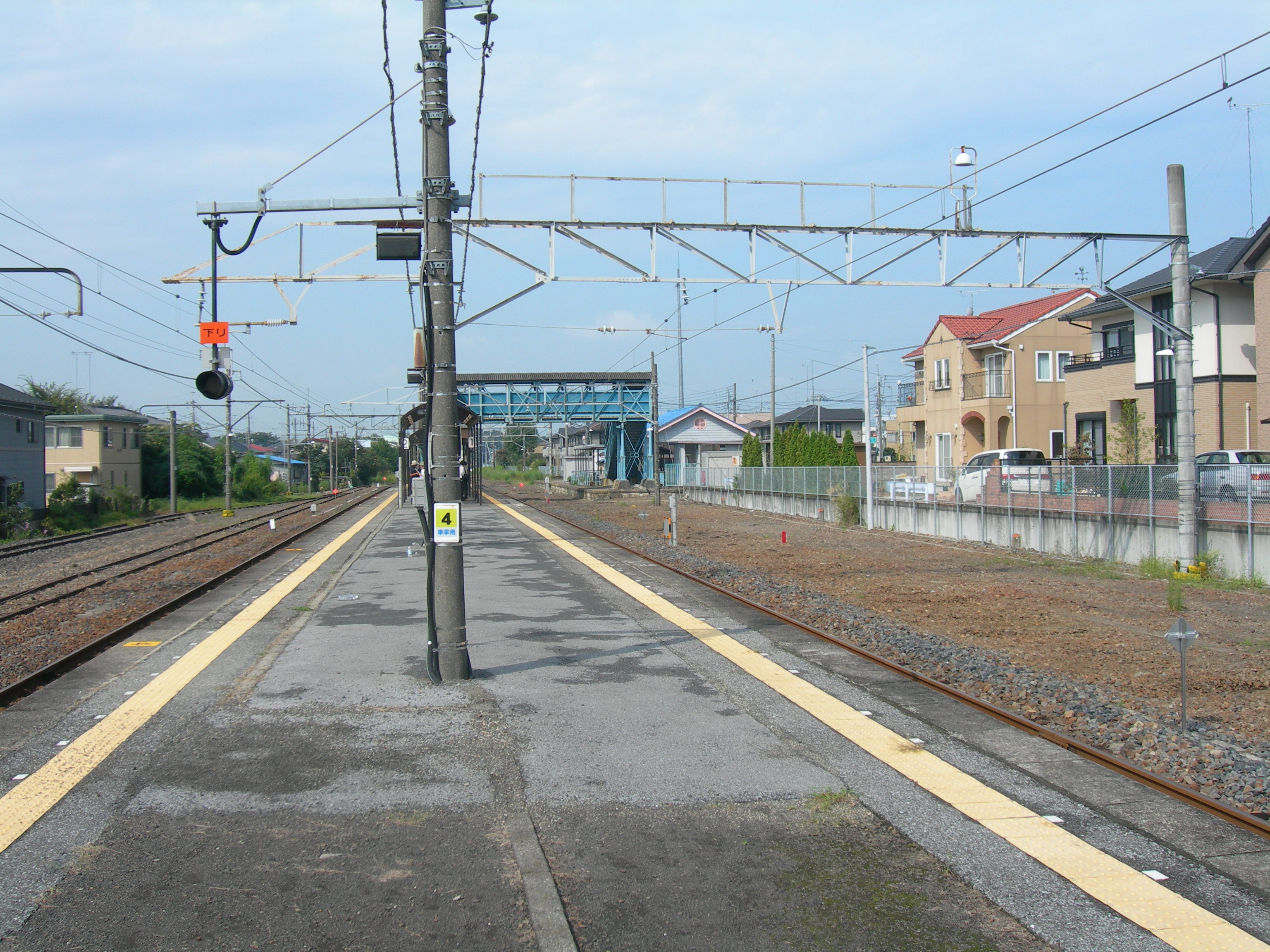
月台

鶴田站（日语：／ Tsuruta eki */?）是東日本旅客鐵道（JR東日本）日光線的鐵路車站，位於日本栃木縣宇都宮市西川田町。

## 車站構造
島式月台1面2線的地面車站。站舎側的月台沒有使用。設置指定席券賣機與簡易Suica改札機。

### 月台配置
| 月台 | 路線    | 方向 | 目的地               | 備註                  |
| ---- | ------- | ---- | -------------------- | --------------------- |
| 1    | ■日光線 | 上行 | 宇都宮方向           |                       |
| 2    | ■日光線 | 下行 | 鹿沼、今市、日光方向 | 部分列車於1號月台開出 |

（來源：JR東日本:車站構內圖（页面存档备份，存于））

## 使用情況
根據JR東日本，2019年（令和元年）度1日平均上車人次為1,457人。
近年的推移如下表。
| 上車人次推移       | 上車人次推移     | 上車人次推移    |
| 年度               | 1日平均 上車人次 | 來源            |
| ------------------ | ---------------- | --------------- |
| 2000年（平成12年） | 1,454            | [ 利用客数 2 ]  |
| 2001年（平成13年） | 1,494            | [ 利用客数 3 ]  |
| 2002年（平成14年） | 1,488            | [ 利用客数 4 ]  |
| 2003年（平成15年） | 1,466            | [ 利用客数 5 ]  |
| 2004年（平成16年） | 1,446            | [ 利用客数 6 ]  |
| 2005年（平成17年） | 1,456            | [ 利用客数 7 ]  |
| 2006年（平成18年） | 1,416            | [ 利用客数 8 ]  |
| 2007年（平成19年） | 1,381            | [ 利用客数 9 ]  |
| 2008年（平成20年） | 1,362            | [ 利用客数 10 ] |
| 2009年（平成21年） | 1,382            | [ 利用客数 11 ] |
| 2010年（平成22年） | 1,393            | [ 利用客数 12 ] |
| 2011年（平成23年） | 1,308            | [ 利用客数 13 ] |
| 2012年（平成24年） | 1,286            | [ 利用客数 14 ] |
| 2013年（平成25年） | 1,333            | [ 利用客数 15 ] |
| 2014年（平成26年） | 1,323            | [ 利用客数 16 ] |
| 2015年（平成27年） | 1,385            | [ 利用客数 17 ] |
| 2016年（平成28年） | 1,432            | [ 利用客数 18 ] |
| 2017年（平成29年） | 1,460            | [ 利用客数 19 ] |
| 2018年（平成30年） | 1,486            | [ 利用客数 20 ] |
| 2019年（令和元年） | 1,457            | [ 利用客数 21 ] |

## 車站周邊
- 東武宇都宮線江曾島站
- 鶴田站前郵便局
- 栃木縣立宇都宮高等學校
- 富士重工業宇都宮製作所
- 栃木縣道2號宇都宮栃木線
- 栃木縣道3號宇都宮龜和田栃木線
- 宇都宮環狀道路（宮環）
- 栃木縣道155號羽生田鶴田線

### 巴士路線
關東自動車巴士站。
- 運行系統
  - 鶴田站 - 南宇都宮 - 文化會館 - 陽西通十文字 - 東武站前- JR宇都宮站
  - 鶴田站 - 文化會館 - 六道 - 東武站前 - JR宇都宮站
  - 鶴田站 - 文化會館西口 - 櫻通十文字 - 東武站前 - JR宇都宮站

## 历史
- 1902年（明治35年）9月13日 - 日本鐵道車站開業。限旅客業務。
- 1903年（明治36年）3月16日 - 貨物運送業務開始。
- 1906年（明治39年）11月1日 - 日本鐵道國有化、國有鐵道移管。
- 1970年（昭和45年）3月15日 - 行李運送廢止。
- 1974年（昭和49年）10月1日 - 小型行李運送再開。
- 1976年（昭和51年）5月1日 - 小型行李運送廢止。
- 1984年（昭和59年）2月1日 - 車載貨物運送廢止、貨物營業終結。
- 1987年（昭和62年）3月31日 - 車載貨物運送、限鐵道車輛再開。
- 1987年（昭和62年）4月1日 - 國鐵分割民營化、由東日本旅客鐵道與日本貨物鐵道繼承。
- 2003年（平成15年）4月1日 - 日本貨物鐵道車站廢止、貨物營業終結。
- 2008年（平成20年）1月31日 - 指定席券賣機開始使用（日光線最早）
- 2008年（平成20年）2月29日 - 綠色窗口取消。
- 2008年（平成20年）3月15日 - Suica開始使用。

## 相鄰車站
東日本旅客鐵道
■日光線
宇都宮－鶴田－鹿沼

### 使用情況
1. ↑  . 東日本旅客鉄道.   [2019-07-21]. （原始内容存档于2019-07-05）.
2. ↑  . 東日本旅客鉄道.   [2019-03-07]. （原始内容存档于2019-03-27）.
3. ↑  . 東日本旅客鉄道.   [2019-03-07]. （原始内容存档于2019-03-27）.
4. ↑  . 東日本旅客鉄道.   [2019-03-07]. （原始内容存档于2019-03-27）.
5. ↑  . 東日本旅客鉄道.   [2019-03-07]. （原始内容存档于2019-03-27）.
6. ↑  . 東日本旅客鉄道.   [2019-03-07]. （原始内容存档于2019-03-27）.
7. ↑  . 東日本旅客鉄道.   [2019-03-07]. （原始内容存档于2019-03-27）.
8. ↑  . 東日本旅客鉄道.   [2019-03-07]. （原始内容存档于2019-03-27）.
9. ↑  . 東日本旅客鉄道.   [2019-03-07]. （原始内容存档于2019-04-02）.
10. ↑  . 東日本旅客鉄道.   [2019-03-07]. （原始内容存档于2019-03-27）.
11. ↑  . 東日本旅客鉄道.   [2019-03-07]. （原始内容存档于2019-03-27）.
12. ↑  . 東日本旅客鉄道.   [2019-03-07]. （原始内容存档于2019-03-27）.
13. ↑  . 東日本旅客鉄道.   [2019-03-07]. （原始内容存档于2019-03-27）.
14. ↑  . 東日本旅客鉄道.   [2019-03-07]. （原始内容存档于2018-10-26）.
15. ↑  . 東日本旅客鉄道.   [2019-03-07]. （原始内容存档于2016-04-04）.
16. ↑  . 東日本旅客鉄道.   [2019-03-07]. （原始内容存档于2019-03-27）.
17. ↑  . 東日本旅客鉄道.   [2019-03-07]. （原始内容存档于2019-03-23）.
18. ↑  . 東日本旅客鉄道.   [2019-03-07]. （原始内容存档于2017-07-29）.
19. ↑  . 東日本旅客鉄道.   [2019-03-07]. （原始内容存档于2018-07-06）.
20. ↑  . 東日本旅客鉄道.   [2019-07-21]. （原始内容存档于2019-07-05）.
21. ↑  . 東日本旅客鉄道.   [2020-07-18]. （原始内容存档于2020-07-11）.

## 外部連結
- 車站資訊（鶴田）：東日本旅客鐵道